# Western Mass Pioneers
Western Mass Pioneers é uma agremiação esportiva da cidade de Ludlow, Massachusetts. Atualmente disputa a Premier Development League.

## História
Em 1997 o Gremio Lusitano, fundado em 1922, foi anunciado como expansão da USISL. Porém foi exigido que a equipe trocasse de nome. Então o clube fundou o Western Mass Pioneers. Em 2010 a equipe sai da USISL e entra para a PDL.

## Títulos
Campeão Invicto
| NACIONAIS      | NACIONAIS           | NACIONAIS | NACIONAIS  |
|                | Competição          | Títulos   | Temporadas |
| -------------- | ------------------- | --------- | ---------- |
| Estados Unidos | USL Second Division | 1         | 1999       |